# 王化貞
王化貞（16世纪？—1632年），號肖乾，山東諸城人，明末政治人物。

## 生平
王化貞為萬曆二十五年（1597年）丁酉科举人，四十一年（1613年）癸丑科進士。由戶部主事歷升遼東右參議，天啓元年升任都察院右僉都御史、巡撫遼東。史稱其「騃而愎，素不習兵，輕視大敵，好謾語」。
薩爾滸之戰後，明廷重新啟用熊廷弼經略遼東。兵部尚書張鶴鳴與熊廷弼不合，舉薦王化貞當巡撫。但在布兵上面，王与熊却意见分歧很大。后因为两者关系日益尖锐，乃至朝野皆知經、撫不和，首輔葉向高為王化貞的座師，對其頗為維護，助長了兩人的不合情緒。但由于清军逼近西平，仍然以两人并行作战。
王化貞在遼河沿岸設定六營，每營設參將一人，守備二人，劃規地盤，置兵分守西平（遼寧台安縣南）、鎮武（今黑山縣東）、柳河（今新民縣西南）、盤山（今盤山縣）等城堡。王化貞大權在握，以抚顺额附李永芳作為內應，孫得功做先鋒，調出廣寧（今遼寧北鎮）、閭陽的守兵去攻打後金軍隊，祖大壽率領會合明將祁秉忠進戰，熊廷弼派部將劉渠支援，雙方戰於平陽橋（今遼寧大虎山南八家子附近）。孫得功和參將鮑承甫一交鋒即行逃亡，劉渠、祁秉忠戰死，祖大壽敗走覺華島（今菊花島），西平堡守將羅一貫殞國，至此明軍全軍覆沒。
广宁守军兵变，王化貞這時還在牙帳中整理文書，參將江朝棟等排闥而入，大喊：“事急矣，請公速走”。王化貞放棄廣寧逃亡，途中在大凌河遇到熊廷弼，化貞大哭，熊廷弼既笑且憤，質問王化貞：“六萬眾，一舉蕩平竟何如？”王化貞羞愧難當。明軍只得退至山海關，沿途饑民哀號，哭聲震野，接著王化貞也退入關內。後金佔領廣寧，並接連夺取義州、平陽橋、西興堡、錦州、鐵場、大凌河、錦安、右屯衛、團山、鎮寧、鎮遠、鎮安、鎮靜、鎮邊、大清堡、大康堡、鎮武堡、壯鎮堡、閭陽驛、十三山驛、小凌河、松山、杏山、牽馬嶺、戚家堡、正安、錦昌、中安、鎮彝、大靜、大寧、大平、大安、大定、大茂、大勝、大鎮、大福、大興、盤山驛、鄂拓堡、白土廠、塔山堡、中安堡、雙臺堡等40餘座城堡。当地百姓亦为明清交战所波及。
天啟五年（1625年，天命十年）八月，熊廷弼以“失陷廣寧罪”遭处死弃市，傳首九邊——遼東、薊州、宣府、太原、大同、延綏、固原、寧夏、甘肅。魏忠賢雖對王化貞百般袒護，但罪行確鑿，至崇禎五年（1632年）九月依然被處決，“以平公论”。

## 家族
曾祖王伯升。祖父王隆，贈奉政大夫、同知。父王梁，知府，前户部郎中。